# Sybil Bauer
Sybil Lorina Bauer, född 18 september 1903 i Chicago, död 31 januari 1927 i Chicago, var en amerikansk simmare.
Bauer blev olympisk guldmedaljör på 100 meter ryggsim vid sommarspelen 1924 i Paris.